# Salzamt (Wien)
Das Salzamt in Wien war von 1504 bis 1824 im so genannten Praghaus untergebracht. Das alte Praghaus war direkt an den Turm der Ruprechtskirche angebaut worden. 1433/1434 hieß es „das Herzoghaus, das man Prag nennt“.
Wenzel, König von Böhmen, wurde in dem nächst St. Ruprecht gelegenen Praghaus gefangen gehalten, konnte aber unerklärlicherweise am 11. November 1403 entfliehen. Auch Erzherzog Albrecht VI. lebte bis zur Beilegung des Zwistes zwischen ihm und seinem Bruder, Kaiser Friedrich III. (1458) im Praghaus.
In dieses Praghaus wurde 1504 das kaiserliche Salzamt verlegt, und die Salzamtmänner nahmen das Kirchlein St. Ruprecht unter ihren Schutz. Die Zeche der Salzer war verpflichtet, für die Erhaltung der Ruprechtskirche Sorge zu tragen. Die Salzer hießen jene „wohlbehausten Bürger“, denen ein kaiserliches Patent das Recht zusprach, auf dem Gries (Salzgries) das dort mittels Schiffen angekommene Salz zu verkaufen. Man nannte sie auch „Griesler“, aus welcher Bezeichnung später wahrscheinlich das Wienerische Greißler entstand.
Wegen des am 1. April 1824 eingeführten Salzfreihandels wurde das Wiener Salzamt aufgelöst. 1832 wurde das Gebäude demoliert. Da es sich in den Jahren vor der Demolierung um ein „Amt ohne Funktion“ handelte, entstand das Wiener Sprichwort, wonach man sich „beim Salzamt beschweren“ möge.
Im Bermudadreieck der Wiener Altstadt befindet sich heute das von Hermann Czech 1981 bis 1983 an der Adresse Ruprechtsplatz 1 gestaltete Restaurant Salzamt.